# Hôpital Lariboisière

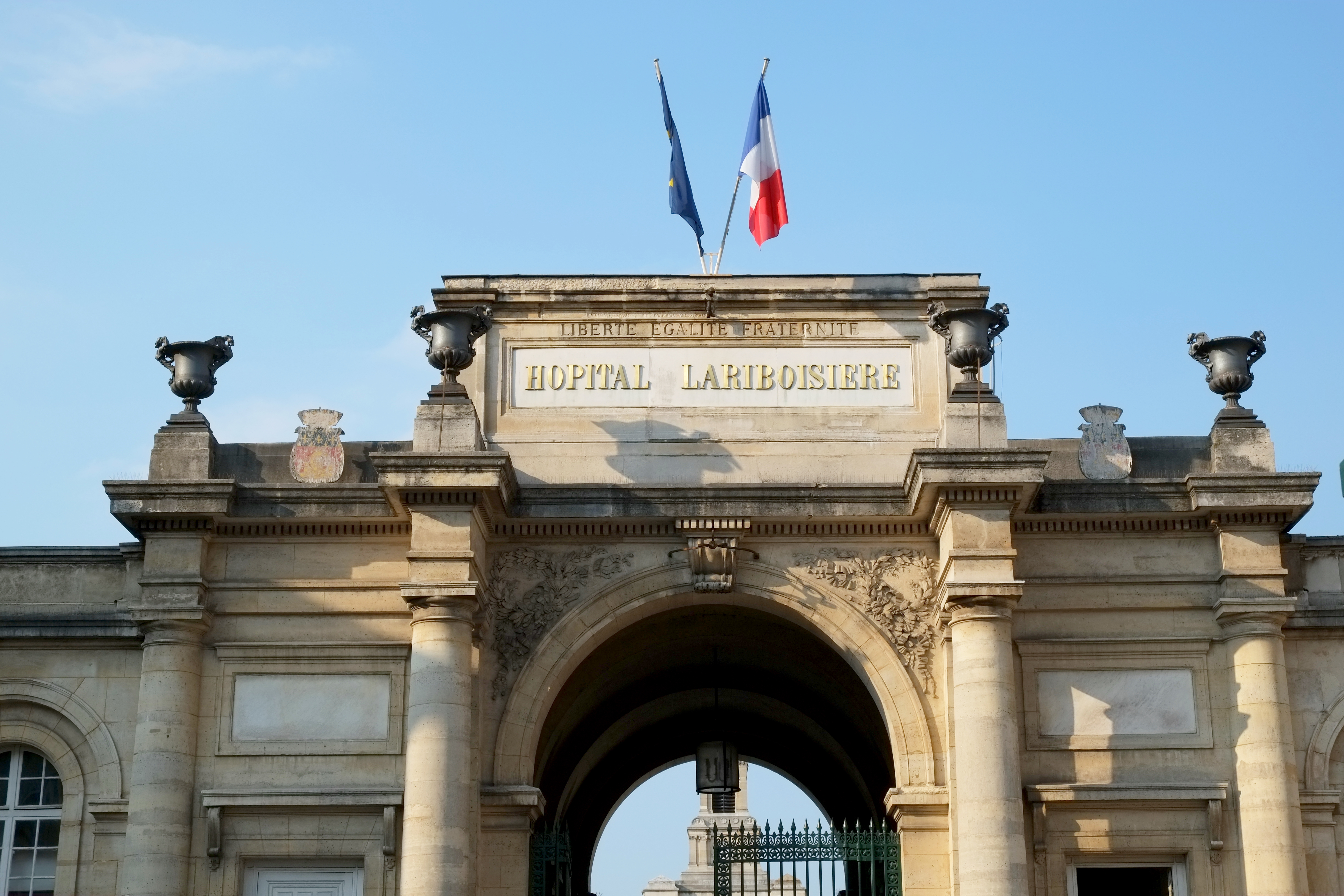
Eingang zum Hôpital Lariboisière

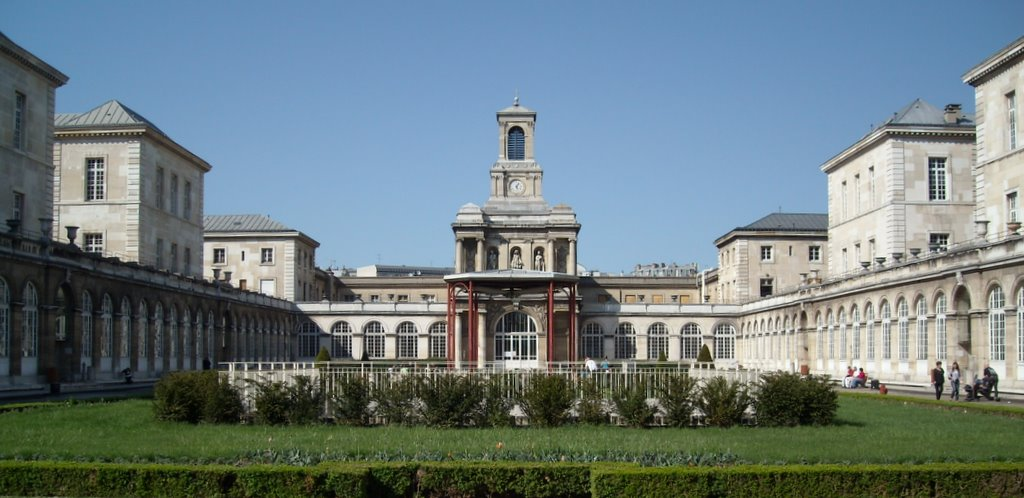
Innenhof des Hôpital Lariboisière

Das Hôpital Lariboisière ist ein Krankenhaus in Paris. Es befindet sich im 10. Arrondissement und gehört heute zum öffentlichen Krankenhausverbund Assistance publique – hôpitaux de Paris (AP-HP). Die Adresse lautet 2, rue Ambroise Paré. Die nächsten Metrostationen sind Gare du Nord und Barbès-Rochechouart der Linien 4 und 2. Es ist ein Lehrkrankenhaus der Université Paris Cité.

## Geschichte
Aufgrund der Choleraepidemie von 1832 beschloss man für die dicht besiedelten Faubourgs der nördlichen Viertel ein eigenes Krankenhaus zu bauen, da die bisherigen Einrichtungen sich als nicht ausreichend erwiesen hatten. Nachdem unterschiedliche Projekte diskutiert worden waren, begann 1846 der Bau des Krankenhauses unter dem Architekten Martin-Pierre Gauthier (Membre de l’Institut). Das 1854 eingeweihte Krankenhaus wurde nach den damaligen hygienischen Vorstellungen aus einzelnen Pavillons gebaut, um Ansteckungen zu vermeiden. Auf dem 52.000 m² großen Grundstück wurden zweistöckige Gebäude errichtet, ein Teil für Frauen und ein anderer Teil für Männer. Die Gebäude sind symmetrisch angelegt und durch verglaste Gänge miteinander verbunden. Die Hauptfassade befindet sich an der Rue Ambroise-Paré, dem Hauptportal (mit vier dorischen Säulen) gegenüber, am Ende des rechtwinkligen Innenhofes, wurde die Kapelle errichtet. Die Fassade der Kapelle wird von Statuen geschmückt, die die Nächstenliebe, die Hoffnung und den Glauben symbolisieren. Diese Statuen und der übrige Skulpturenschmuck wurden von Noel-Jules Girard ausgeführt.

## Namensänderungen
Das Krankenhaus wurde mehrmals umbenannt:
- 1839: Hôpital du Nord (Name in der Planungsphase)
- 1841: Hôpital Louis-Philippe
- 1848: Hôpital de la République
- 1854: Hôpital Lariboisière

Die heutige Namensgeberin des Krankenhauses ist die Gräfin Élisa de Lariboisière (* 22. Januar 1794 in Paris; † 27. Dezember 1851). Sie war die Tochter von Antoine Roy, Finanzminister unter Ludwig XVIII., und Frau von Charles de Lariboisière. Dieser war der Sohn von Jean Ambroise Baston de Lariboisière, einem General von Napoleon. Élisa de Lariboisière starb ohne Nachkommen und vermachte der Stadt Paris den größten Teil ihres Vermögens für den Bau eines Krankenhauses. In der Kapelle befindet sich ein marmornes Grabmal der Stifterin, ein Werk des Bildhauers Charles Marochetti.

## Heutiger Zustand
Ursprünglich für 600 Betten geplant, besitzt das Krankenhaus nach den Erweiterungsbauten aus den 1980er Jahren nun 1.200 Betten. 1986 wurde der dreistöckige unterirdische Bau unter dem großen Innenhof vollendet und der Hubschrauberlandeplatz auf dem Dach eines Neubaues am Rande des Geländes eingeweiht. Das Krankenhaus dient als Universitätskrankenhaus für die Ärzteausbildung. Die fachliche Ausrichtung ist schwerpunktmäßig auf die Bereiche Notfallmedizin (Erste Hilfe, Intensivmedizin, Kardiologie), Lokomotorisches System (Rheumatologie und Orthopädie) und Neurosensorielle Medizin (Neurologie, Neurochirurgie, Neuroradiologie, HNO, Ophthalmologie und Kopfschmerzklinik) hin ausgelegt. Lariboisière dient als nationales Referenzzentrum für seltene vaskuläre Erkrankungen des Gehirns und der Augen (Centre de Référence de Maladies Vasculaires Rares du Cerveau et de l’Oeil: CERVCO).

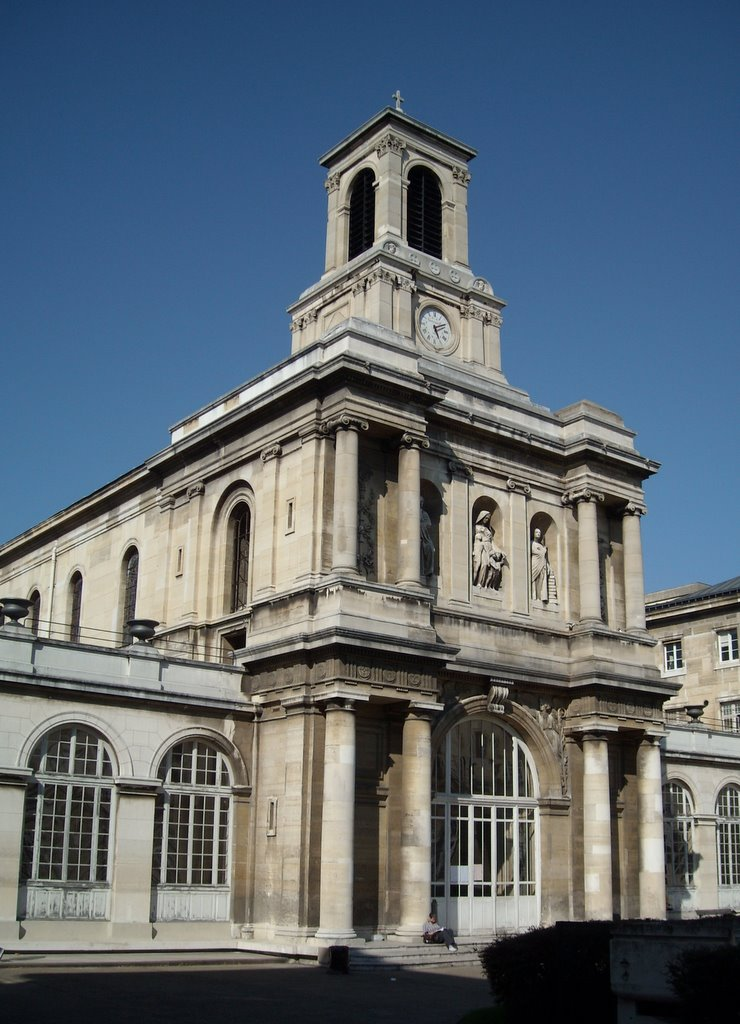
Die Kapelle

## Denkmalschutz
Seit 1975 stehen folgende Teil des Krankenhauses unter Denkmalschutz (monument historique): Die Kapelle, die Fassaden, der Dachaufbau und der überdachte Wandelgang.